# Associazione Sportiva Reggina 1972-1973
Questa pagina raccoglie i dati riguardanti l'Associazione Sportiva Reggina nella stagione 1972-1973.

## Stagione
La squadra, allenata da Guido Mazzetti, ha concluso la sua ottava stagione consecutiva in Serie B in sedicesima posizione.

## Rosa
| N. |                   | Ruolo | Calciatore          |
| -- | ----------------- | ----- | ------------------- |
| -  | Italia (bandiera) | P     | Bruno Jacoboni      |
| -  | Italia (bandiera) | P     | Paolo Giusti        |
| -  | Italia (bandiera) | D     | Luciano Poppi       |
| -  | Italia (bandiera) | D     | Renato Sali         |
| -  | Italia (bandiera) | D     | Giancarlo D'Astoli  |
| -  | Italia (bandiera) | D     | Vincenzo Martella   |
| -  | Italia (bandiera) | C     | Romano Guido Nimis  |
| -  | Italia (bandiera) | C     | Bruno Mazzia        |
| -  | Italia (bandiera) | C     | Giuseppe Tamborini  |
| -  | Italia (bandiera) | C     | Gianfranco Bellotto |

| N. |                   | Ruolo | Calciatore          |
| -- | ----------------- | ----- | ------------------- |
| -  | Italia (bandiera) | A     | Gaspare Umile       |
| -  | Italia (bandiera) | A     | Roberto Filippi     |
| -  | Italia (bandiera) | A     | Corrado Marmo       |
| -  | Italia (bandiera) | A     | Claudio Capogna     |
| -  | Italia (bandiera) | A     | Gianni Comini       |
| -  | Italia (bandiera) | A     | Giancarlo Pulitelli |
| -  | Italia (bandiera) | A     | Andrea Esposito     |
| -  | Italia (bandiera) | D     | Luigi Raschi        |
| -  | Italia (bandiera) | D     | Dino Landini        |

## Risultati

### Serie B

#### Girone di andata
| 17 settembre 1972 1ª giornata | Reggina | 0 – 1 | Catania |  |

| 24 settembre 1972 2ª giornata | Foggia | 1 – 0 | Reggina |  |

| 1º ottobre 1972 3ª giornata | Reggina | 1 – 1 | Brindisi |  |

| 8 ottobre 1972 4ª giornata | Mantova | 0 – 1 | Reggina |  |

| 15 ottobre 1972 5ª giornata | Reggina | 0 – 1 | Genoa |  |

| 22 ottobre 1972 6ª giornata | Perugia | 0 – 0 | Reggina |  |

| 29 ottobre 1972 7ª giornata | Reggina | 1 – 0 | Como |  |

| 5 novembre 1972 8ª giornata | Reggiana | 0 – 0 | Reggina |  |

| 12 novembre 1972 9ª giornata | Reggina | 0 – 0 | Novara |  |

| 19 novembre 1972 10ª giornata | Monza | 0 – 0 | Reggina |  |

| 26 novembre 1972 11ª giornata | Varese | 0 – 0 | Reggina |  |

| 3 dicembre 1972 12ª giornata | Reggina | 0 – 0 | Bari |  |

| 10 dicembre 1972 13ª giornata | Ascoli | 2 – 0 | Reggina |  |

| 17 dicembre 1972 14ª giornata | Reggina | 2 – 0 | Arezzo |  |

| 24 dicembre 1972 15ª giornata | Cesena | 2 – 1 | Reggina |  |

| 30 dicembre 1972 16ª giornata | Reggina | 1 – 0 | Brescia |  |

| 7 gennaio 1973 17ª giornata | Taranto | 2 – 2 | Reggina |  |

| 14 gennaio 1973 18ª giornata | Reggina | 1 – 0 | Lecco |  |

| 21 gennaio 1973 19ª giornata | Catanzaro | 1 – 1 | Reggina |  |

#### Girone di ritorno
| 4 febbraio 1973 20ª giornata | Catania | 0 – 0 | Reggina |  |

| 11 febbraio 1973 21ª giornata | Reggina | 1 – 2 | Foggia |  |

| 18 febbraio 1973 22ª giornata | Brindisi | 2 – 1 | Reggina |  |

| 25 febbraio 1973 23ª giornata | Reggina | 0 – 0 | Mantova |  |

| 4 marzo 1973 24ª giornata | Genoa | 2 – 1 | Reggina |  |

| 11 marzo 1973 25ª giornata | Reggina | 0 – 0 | Perugia |  |

| 18 marzo 1973 26ª giornata | Como | 0 – 0 | Reggina |  |

| 1º aprile 1973 27ª giornata | Reggina | 0 – 1 | Reggiana |  |

| 8 aprile 1973 28ª giornata | Novara | 1 – 0 | Reggina |  |

| 15 aprile 1973 29ª giornata | Reggina | 0 – 2 | Monza |  |

| 22 aprile 1973 30ª giornata | Reggina | 0 – 0 | Varese |  |

| 29 aprile 1973 31ª giornata | Bari | 2 – 1 | Reggina |  |

| 6 maggio 1973 32ª giornata | Reggina | 0 – 0 | Ascoli |  |

| 13 maggio 1973 33ª giornata | Arezzo | 1 – 0 | Reggina |  |

| 20 maggio 1973 34ª giornata | Reggina | 0 – 0 | Cesena |  |

| 25 maggio 1973 35ª giornata | Brescia | 0 – 0 | Reggina |  |

| 3 giugno 1973 36ª giornata | Reggina | 1 – 0 | Taranto |  |

| 10 giugno 1973 37ª giornata | Lecco | 0 – 0 | Reggina |  |

| 17 giugno 1973 38ª giornata | Reggina | 2 – 2 | Catanzaro |  |

### Coppa Italia

#### Primo turno
| Como 27 agosto 1972, ore 17:30 CEST 1ª giornata | Como               | 0 – 0 referto | Reggina | Stadio Giuseppe Sinigaglia\| Arbitro: \| Reggiani (Bologna) \| |
| Arbitro:                                        | Reggiani (Bologna) |               |         |                                                                |

| 2ª giornata |  | – Turno di riposo |  |  |

| Arbitro: | Andreoli (Padova) |

|           |           |                        |
| Marmo 79’ | Marcatori | 22’ Roveta 44’ Cristin |

| Arbitro: | Michelotti (Parma) |

|  |           |                     |
|  | Marcatori | 10’ Spadoni 74’ Bet |

| Arbitro: | Trinchieri (Reggio Emilia) |

|                                                             |           |  |
| Ghio 55’, 86’ Divina 65’ Pellizzaro 67’ Martella 73’ (aut.) | Marcatori |  |

## Statistiche

### Statistiche di squadra
| Competizione | Punti | In casa | In casa | In casa | In casa | In casa | In casa | In trasferta | In trasferta | In trasferta | In trasferta | In trasferta | In trasferta | Totale | Totale | Totale | Totale | Totale | Totale | DR  |
| Competizione | Punti | G       | V       | N       | P       | Gf      | Gs      | G            | V            | N            | P            | Gf           | Gs           | G      | V      | N      | P      | Gf     | Gs     | DR  |
| ------------ | ----- | ------- | ------- | ------- | ------- | ------- | ------- | ------------ | ------------ | ------------ | ------------ | ------------ | ------------ | ------ | ------ | ------ | ------ | ------ | ------ | --- |
| Serie B      | 31    | 19      | 5       | 9       | 5       | 10      | 10      | 19           | 1            | 10           | 8            | 8            | 16           | 38     | 6      | 19     | 13     | 18     | 26     | -8  |
| Coppa Italia | 1     | 2       | 0       | 0       | 2       | 1       | 4       | 2            | 0            | 1            | 1            | 0            | 5            | 4      | 0      | 1      | 3      | 1      | 9      | -8  |
| Totale       |       | 21      | 5       | 9       | 7       | 11      | 14      | 21           | 1            | 11           | 9            | 8            | 21           | 42     | 6      | 20     | 16     | 19     | 35     | -16 |

### Statistiche dei giocatori
| Giocatore    | Serie B  | Serie B | Coppa Italia | Coppa Italia | Totale   | Totale |
| Giocatore    | Presenze | Reti    | Presenze     | Reti         | Presenze | Reti   |
| ------------ | -------- | ------- | ------------ | ------------ | -------- | ------ |
| G. Bellotto  | 31       | 2       | 4            | 0            | 35       | 2      |
| C. Capogna   | 19       | 0       | 1            | 0            | 20       | 0      |
| G. Comini    | 19       | 3       | -            | -            | 19       | 3      |
| G. D'Astoli  | 19       | 0       | 1            | 0            | 20       | 0      |
| A. Esposito  | 1        | 0       | 4            | 0            | 5        | 0      |
| R. Filippi   | 26       | 2       | -            | -            | 26       | 2      |
| P. Giusti    | 6        | -3      | -            | -            | 6        | -3     |
| D. Landini   | 20       | 0       | -            | -            | 20       | 0      |
| B. Jacoboni  | 34       | -23     | 4            | -9           | 38       | -32    |
| C. Marmo     | 30       | 2       | 4            | 1            | 34       | 3      |
| V. Martella  | 37       | 0       | 4            | 0            | 41       | 0      |
| B. Mazzia    | 31       | 0       | 3            | 0            | 34       | 0      |
| R. Nimis     | 21       | 0       | 4            | 0            | 25       | 0      |
| L. Poppi     | 32       | 0       | 4            | 0            | 36       | 0      |
| G. Pulitelli | 17       | 2       | -            | -            | 17       | 2      |
| L. Raschi    | 25       | 0       | 4            | 0            | 29       | 0      |
| R. Sali      | 33       | 1       | 4            | 0            | 37       | 1      |
| G. Tamborini | 38       | 5       | 4            | 0            | 42       | 5      |
| W. Tucci     | 1        | 0       | -            | -            | 1        | 0      |
| G. Umile     | 4        | 0       | 4            | 0            | 8        | 0      |